# Karl Henrici
Karl Friedrich Wilhelm Henrici (* 12. Mai 1842 in Harste; † 10. November 1927 in Aachen) war ein deutscher Architekt, Stadtplaner und Hochschullehrer.

## Leben und Wirken

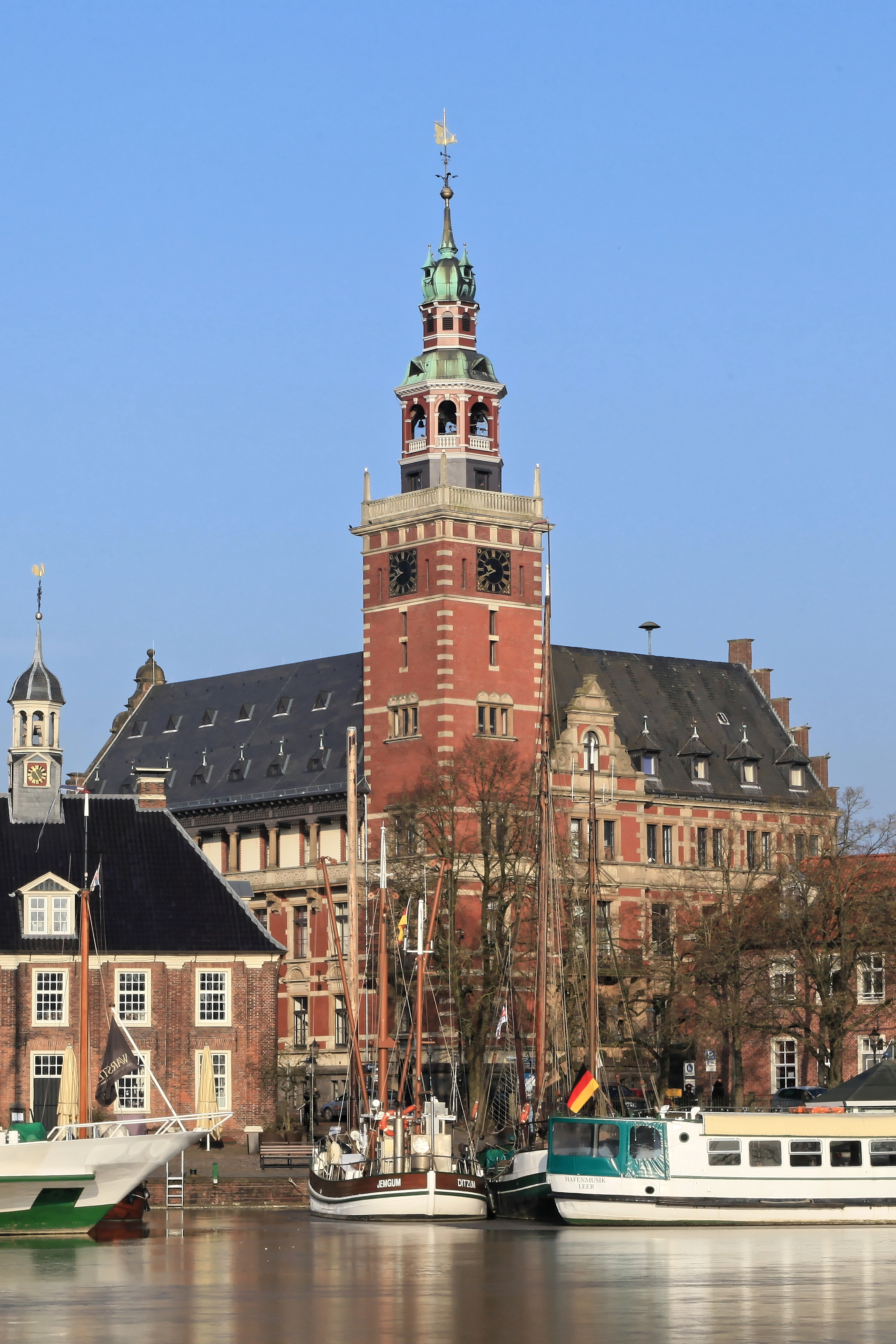
Das von Henrici entworfene Rathaus in Leer.

Nach seinem Abitur studierte Henrici von 1859 bis 1864 Architektur an der Technischen Hochschule Hannover, erwarb aber zunächst keinen Abschluss. Im Anschluss an sein Studium sammelte er in den nächsten Jahren praktische Erfahrungen bei der Mitwirkung an dem Bau der psychiatrischen Klinik in Göttingen sowie im Baubüro von Conrad Wilhelm Hase. Nach einer kurzen Studienreise im Jahr 1870 nach Rom übernahm Henrici die Stelle als Stadtbaumeister in Harburg (Elbe), bevor er am 1. Oktober 1875 als Dozent im Fach Architektur mit den Schwerpunkten bürgerliche Baukunst, landwirtschaftliche Baukunde, Ornamentik, Baugeschichte des Mittelalters und Freihandzeichnen zur Technischen Hochschule Aachen wechselte. Hier wurde er zwei Jahre später zum ordentlichen Professor ernannt und blieb an dieser Hochschule tätig bis zu seiner Emeritierung im Jahr 1921. Einer seiner bekanntesten Studenten in Aachen wurde der spätere Dombaumeister Joseph Buchkremer.
Bereits seit den 1880er Jahren und in der Zeit einer Umbruchphase im Städtebau befasste sich Henrici mit den naturwüchsigen, romantisch malerischen Schönheiten alter deutscher Städte und deren Bedeutung für den zeitgenössischen Städtebau. Zusammen mit seinem Aachener Kollegen Franz Ewerbeck propagierte er die „malerische“ Architektur und die Verbreiterung der „Backsteinarchitektur“. Dabei bediente er sich nicht nur der Vorstellungen seines ehemaligen Lehrers Hase und dessen Hannoverschen Architekturschule, sondern auch der Hilfe seines Kollegen und Freundes Camillo Sitte, dessen Buch Der Städtebau nach seinen künstlerischen Grundsätzen für Henrici eine große Bereicherung für seine eigenen Ideen darstellte. So kam er zu einer neuen ganzheitlichen Betrachtung des Städtebaus unter künstlerischen Aspekten, um einer rein verkehrstechnischen, baupolitisch und repräsentativ ausgerichteten Stadtplanung eine Planung unter Berücksichtigung ästhetischer Qualitäten entgegenzusetzen. Im Detail ging sein Bestreben weg von reinen Mietskasernen, er bevorzugte Wohnbereiche und Gemeinschaftseinrichtungen mit individuellem Charakter und Stilformen und wehrte sich damit gegen den Trend einer reinen Verstädterung im Zeitalter einer zunehmenden Industrialisierung. Unter diesem Aspekt fertigte Henrici städtebauliche Entwürfe unter anderem für die Städte Brünn, Dessau, Hannover, Knurów, Köln (hier vor allem ab 1880 in Zusammenarbeit mit Josef Stübben die Großprojekte Rheinauhafen und Kölner Ringe), München (1898 umgesetzt und verwirklicht von Theodor Fischer), Trier und nicht zuletzt in den Jahren 1917 bis 1920 zusammen mit Gustav Schimpff und Carl Sieben in seiner Heimatstadt Aachen.
Diesen Prinzipien blieb der im Jahr 1904 zum Geheimen Regierungsrat ernannte Henrici auch als ausführender Architekt treu und er erntete für die Errichtung der Rathäuser in Leer (Ostfriesland) und Neunkirchen sowie mehrerer Wohnhäuser in Wiesbaden (unter anderem Umbau der Villa Beck), Düsseldorf und Aachen und dem 1912 eröffneten Landesbad in Aachen größten Respekt. Darüber hinaus war er seit 1880 im Architekten- und Ingenieur-Verein zu Aachen als dessen Schriftführer tätig.

## Ehrungen
Im Jahr 1902 verlieh die Technische Hochschule Darmstadt Karl Henrici die Ehrendoktorwürde. Einige Jahre später erhielt er den Roten Adlerorden vierter Klasse und die silberne Medaille der preußischen Akademie für Bau- und Verkehrswesen.
Bei seiner Emeritierung im Jahre 1921 ernannte ihn die Technische Hochschule Aachen zum Honorarprofessor und verlieh ihm am 24. April 1922 durch die Abteilung für Bauingenieurwesen „wegen seiner unvergänglichen Verdienste um die Hebung des deutschen Städtebaues durch Wort, Schrift und Schöpfung, insbesondere durch die Einführung künstlerischer Grundsätze neben voller Anerkennung der technisch-wirtschaftlichen Bedingungen auf diesem Grenzgebiet zwischen Architektur und Bauingenieurwesen“ die Ehrendoktorwürde. Noch im gleichen Jahr wurde er auch zum Ehrendoktor der Technischen Universität München ernannt.
Bei der Anlage des Essener Moltkeviertels ab 1908 wurde eine Straße nach ihm benannt. Posthum wurde 1929 in Erinnerung an ihn eine Straße in Aachen in Henricistraße umbenannt.

## Werk

### Schriften (Auswahl)
- Die künstlerischen Aufgaben im Städtebau. Aachen 1891.[1]
- Der Individualismus im Städtebau. Aachen 1904.[1]
- Beiträge zur praktischen Ästhetik im Städte-Bau. Eine Sammlung von Vorträgen und Aufsätzen. München, Callwey, o. J.(1904).
- Camillo Sitte als Begründer einer neuen Richtung im Städtebau. Aachen o. J.[1]
- Abhandlungen aus dem Gebiete der Architektur. Eine Sammlung von Vorträgen und Aufsätzen. München, Callwey, o. J.(1905).
- Über die Pflege des Heimatlichen im ländlichen und städtischen Bauwesen. Georg D. W. Callwey, München um 1920.